# Wakhan (fiume)
Il Wakhan (in lingua persiana:  اب واخان, Abe Vâxân, in lingua pashtu: واخان سیند, Вахондарё, Vaxondaryo) è un fiume dell'Afghanistan, che scorre nella regione montuosa di Wakhan prima di andare a confluire nel fiume Panj, di cui costituisce il ramo superiore.

## Descrizione
Il fiume trae origine dalle acque che scendono dalla catena montuosa dell'Hindu Kush ed è formato dalla confluenza dei fiumi Wakhjir e Baza'i Gonbad nei pressi di Kashch Goz e Baza'i Gonbad, circa 40 km a ovest del Passo di Wakhjir.
Poco più avanti il corso del fiume si restringe, diventa più profondo, veloce e fluisce tra ripide pareti rocciose. La vegetazione sulle sponde è composta di betulle e piante di ginepro. 40 km a ovest di Sarhad-e Broghil il fiume scorre in un bacino di 3 km di larghezza. In questo tratto la vegetazione è estremamente scarsa e composta prevalentemente di salice nano.
A Sarhadd il corso del fiume si restringe e scorre in un'ampia valle più popolata. Nei pressi del villaggio di Qila-e Panj si unisce al fiume Pamir. Da questo punto in avanti il fiume viene chiamato Panj.